# Friedensvertrag zwischen Israel und Ägypten
Der Friedensvertrag zwischen Israel und Ägypten, offiziell Friedensvertrag zwischen dem Staat Israel und der Arabischen Republik Ägypten, wurde am 26. März 1979 in der US-amerikanischen Hauptstadt Washington von Israels Ministerpräsident Menachem Begin und Ägyptens Präsident Anwar as-Sadat unterzeichnet. US-Präsident Jimmy Carter unterzeichnete den Friedensvertrag, wie auch schon das vorangegangene Camp-David-Abkommen, als Zeuge.
Der Vertrag bestimmte neben der gegenseitigen Anerkennung die Beendigung des seit 1948 bestehenden Kriegszustandes. Außerdem wurde in ihm bestimmt, dass Israel die Sinai-Halbinsel zusammen mit den dortigen Erdölquellen und strategischen Punkten zurückgibt, die israelischen Siedlungen abbaut und die jüdische Bevölkerung dieser Gebiete (auch unter Anwendung von Gewalt, wie in Jamit) entfernt. Auch wurde für die freie Passage israelischer Schiffe durch den Suezkanal gesorgt und die Straße von Tiran und der Golf von Akaba als internationale Wasserwege anerkannt.
Ägypten war mit diesem Vertrag der erste arabische Staat, der Israel offiziell anerkannte. Jordanien folgte im Jahre 1994 mit dem Israelisch-jordanischen Friedensvertrag, für den es mit hohen Geldzahlungen der USA entschädigt wurde. Die Arabische Liga schloss Ägypten aufgrund des Friedensschlusses aus ihrer Organisation aus und nahm das Land erst 1989 wieder auf, weil Ägypten dadurch gegen den diplomatischen und wirtschaftlichen Boykott Israels durch die Arabische Liga verstieß.
Mit diesem Erfolg war jedoch auch eine Niederlage verbunden. Jimmy Carter, der zwischen den beiden Parteien vermittelt hatte, strebte zunächst eine umfassende Lösung des Nahostkonflikts auch unter Einbeziehung der Sowjetunion an. Israel suchte jedoch den direkten Kontakt zu Ägypten für die schließlich erreichte separate Lösung. Da Carter diese Bemühungen öffentlich unterstützte, verhinderte er eine umfassende Lösung und verprellte darüber hinaus die Sowjets, die sich von ihm hintergangen fühlten.
Außerdem zog sich Ägypten bzw. dessen Präsident Anwar as-Sadat den Zorn der Islamisten sowie der meisten anderen arabischen Staaten zu, da es mit der Anerkennung Israels einen Tabubruch begangen habe. Als wesentliche Folge davon wurde Anwar as-Sadat zwei Jahre später von Islamisten ermordet.